# 테오도어 볼프 (지질학자)

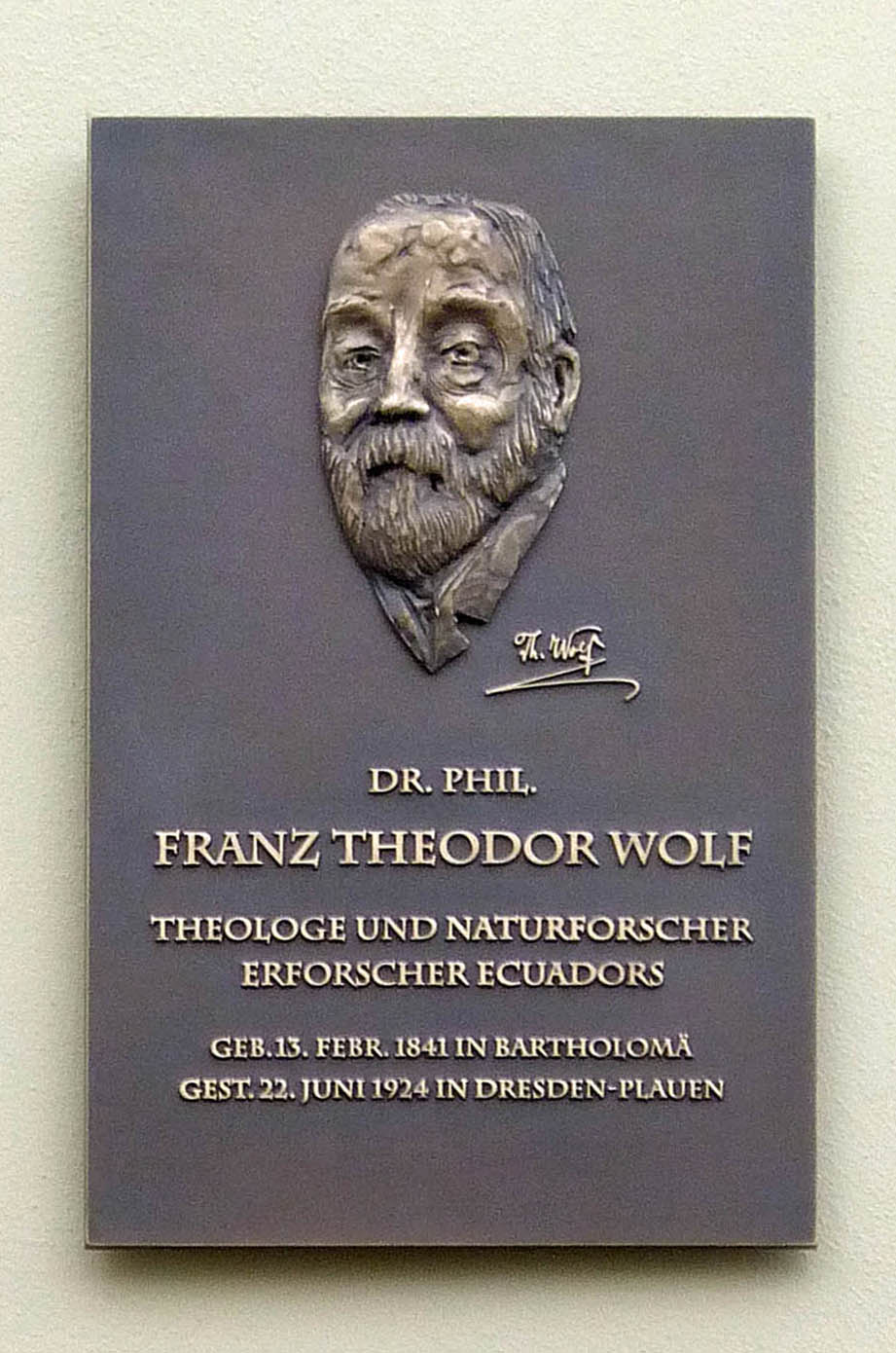

테오도어 볼프(Theodor Wolf, 1841년 2월 13일~1924년 6월 22일)은 독일의 박물학자로 갈라파고스 제도를 연구했다. 갈라파고스 제도의 울프 섬와 울프 산은 그의 이름에서 따왔다.